# Čardak Gavrović à Pranjani
Le čardak Gavrović à Pranjani (en serbe cyrillique : Гавровића чардак у Прањанима ; en serbe latin : Gavrovića čardak u Pranjanima) se trouve à Pranjani, dans la municipalité de Gornji Milanovac et dans le district de Moravica, en Serbie. Il est inscrit sur la liste des monuments culturels de grande importance de la république de Serbie (identifiant no SK 530),,,.

## Présentation
Le čardak (tchardak) a été construit vers 1870,. Il fait partie d'un ensemble de constructions du même type qui existait près de l'église en bois de l'Ascension de Pranjani, qui date de 1827 ; le čardak Gavrović a été transféré dans la cour du domaine rural de son propriétaire après que l'église a cessé d'être en usage,.
De plan carré et construit en bois, il est constitué d'un rez-de-chaussée qui sert de cellier et d'un étage qui sert de salle à manger-salle de repos ; on accède à l'étage par un escalier en bois fermé,. Le toit haut et pentu se termine en pointe et est recouvert de bardeaux,.
Ce type de bâtiments servait à leurs propriétaires pour l'hébergement, par exemple lors des grandes fêtes religieuses ; on y recevait des invités et des amis pour dîner avec eux. Seuls les propriétaires les plus riches en possédaient,.
Le čardak Gavrović représente une variante développée des sobrašice érigées près des églises dans la première moitié du XIXe siècle et destinées à accueillir les fidèles lors des manifestations religieuses.
Des travaux de préservation et de restauration ont été réalisés sur l'édifice en 1975,. En 2019, le čardak, qui a été racheté par les habitants de Pranjani, a été démonté, déplacé et remonté sur le parvis de l'église en bois, sous l'égide de l'Institut pour la protection du patrimoine de Kraljevo,,,.

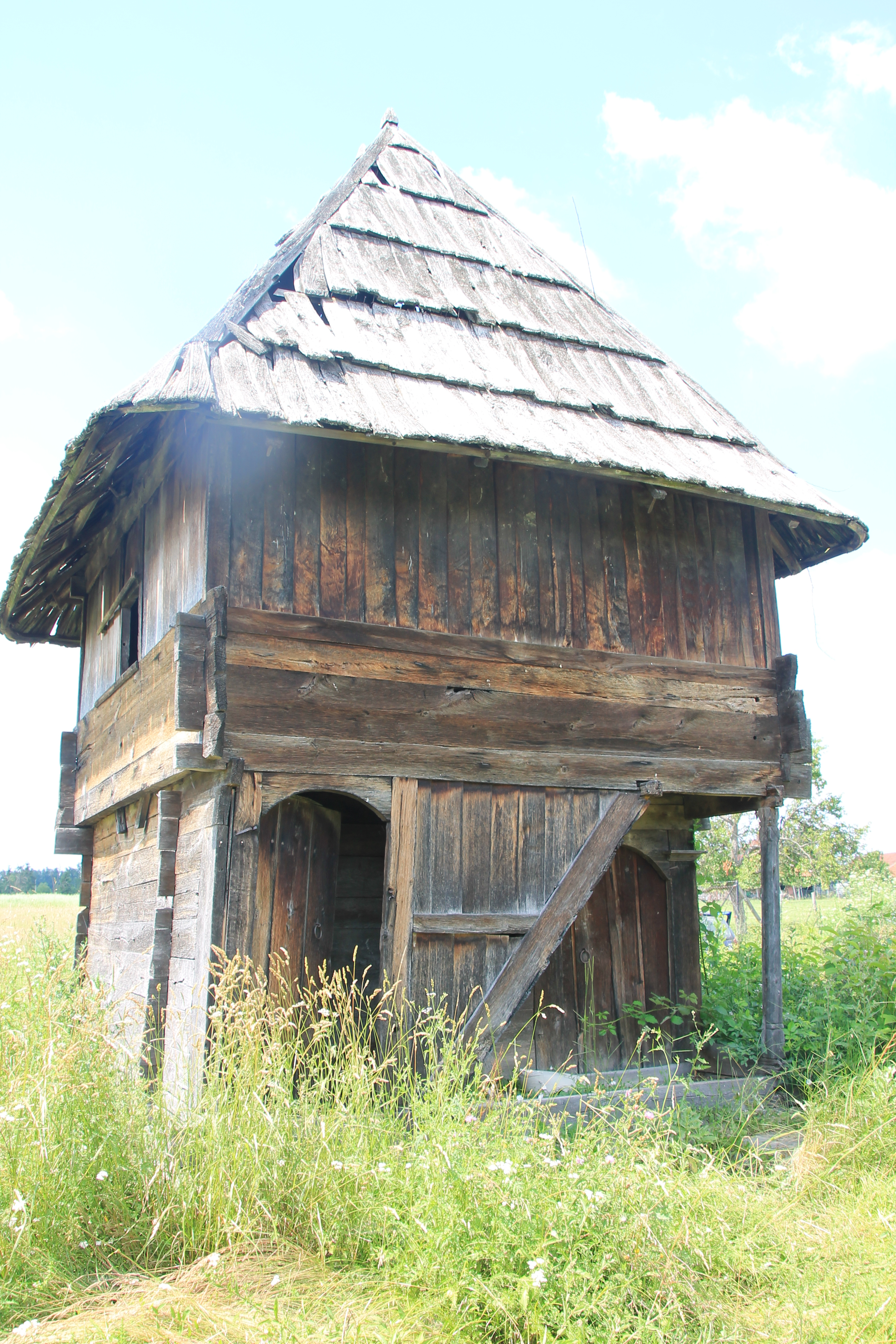
Autre vue du čardak.